# Zeleniške špice
Les pics Zéleniques sont plusieurs cimes des Alpes, le pic Najvišji rob (« Bord supérieur ») culminant à 2 127 m d'altitude, dans les Alpes kamniques, en Slovénie.

## Géographie
Les pics sont bordés au sud-est par la vallée de la Kamniška Bela et au nord-ouest par le cours du Sedelšček (la vallée s'appelle Repov kot), deux affluents de la Kamniška Bistrica. L'alpage de Zelenica, d'après lequel le chaînon fut nommé, est désaffecté et à nouveau boisé, en versant sud-est, au nord de la cascade Orglice, dans la vallée de Kamniška Bela. À quelques mètres en contrebas du bord supérieur des pics Zéléniques, le col Srebrno sedlo (« col argenté ») relie le chaînon au versant sud-est du Planjava. Certains pics sont nommés et cotés, comme Najvišji rob (« Bord supérieur ») à 2 127 m d'altitude, Debeli špic (« Gros pic ») à 1 937 m, Staničev vrh (« pic de Stanič ») à 1 805 m, et Kamniški Dedec (« le bonhomme de Kamnik ») à 1 583 m d'altitude.

## Ascension
Bien que peu difficile, la traversée requiert éventuellement une expérience de l'encordement, ou l'accompagnement d'un guide. Par ailleurs, il existe plus d'une trentaine de voies sur tout l'ensemble, d'un dénivelé entre 100 m et 450 m, incluant les goulets en hiver et la cascade de glace du Sedelšček qui se forme régulièrement parmi les nombreux trous d'eau. Autour de l'an 2000, des voies spitées ont été aménagées en face sud du pic de Stanič.
L'accès se fait par le vallon de Repov kot (vallée du Sedelšček), au départ de la vallée de Kamniška Bistrica, le long du chemin habituel vers le col Kamnique, puis par des chemins non balisés.

## Sources
- (sl) Tine Mihelič, Rudi Zaman, Slovenske stene, Radovljica, Didakta, 2003 (ISBN 961-6463-47-0). -guide d'alpinisme et livre reconnu, couvrant les parois slovènes.
- PzS (N° 266), GzS, Grintovci - 1 : 25 000, Ljubljana, 2005. -carte du Club alpin slovène.
- (sl) Tone Golnar, Silvo Babič, Plezalni vodnik Repov kot, Kamniška Bela, Planinska zveza Slovenije, Ljubljana, 1993. -guide d'alpinisme pour les vaux Repov kot et Kamniška Bela (Club alpin).
- (sl) Gregor Kresal, Zimski vzponi, Ljubljana, Sidarta, 2007 (ISBN 978-961-6027-47-2). -guide de glace et mixte.